# Saint-Pierre-de-Semilly
Saint-Pierre-de-Semilly è un comune francese di 436 abitanti situato nel dipartimento della Manica nella regione della Normandia.

## Società

### Evoluzione demografica
Abitanti censiti